# Kvarnvretens koloniområde

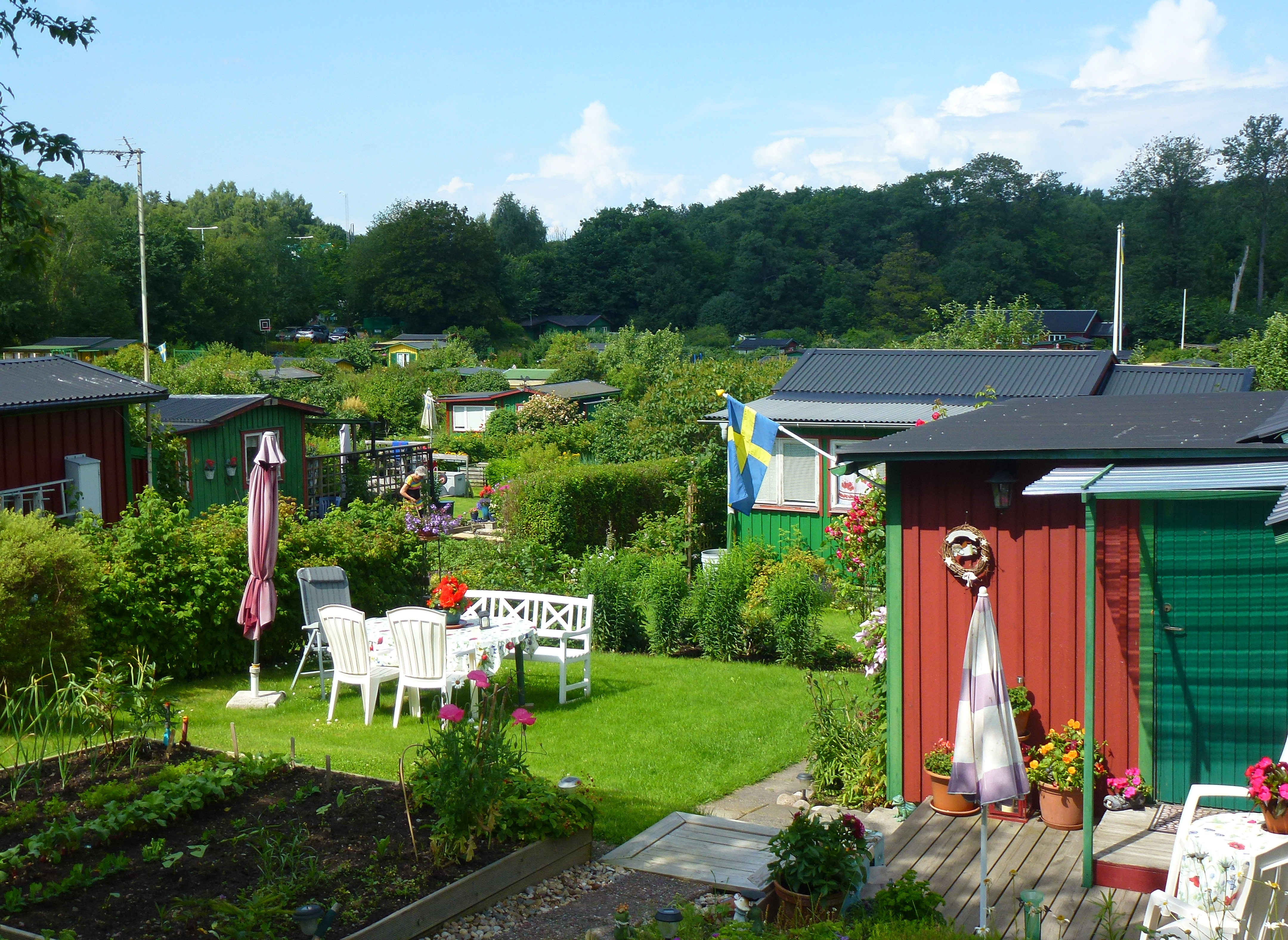
Kvarnvretens koloniområde, juli 2015.

Kvarnvretens koloniområde är ett koloniområde i stadsdelen Ulriksdal i Solna kommun. Koloniträdgårdsförening Kvarnvreten inrättades 1954 och sköter området. År 1955 började anläggningsarbetena. Arealen omfattar 34 000 m² mark som ligger strax väster om Ulriksdals slott. På slottsområdet finns ytterligare en koloniträdgård: Ulriksdals koloniområde. 

## Historik
Området har sitt namn efter Kvarnvreten som tidigare kallades ”Mjölnarens åkervret”. Mjölnarens kvarn stod på en liten holme i Igelbäcken som idag bildar koloniområdets begränsning mot norr. Vid bildandet av föreningen år 1954 medverkade Solna kommun som arrenderade marken av ståthållarämbetet. Även dåvarande kungen Gustaf VI Adolf visade stort intresse för koloniområdets tillkomst och vidare utveckling. Idag ägs marken av Statens fastighetsverk.
Det 34 000 m² stora koloniområde delades in i 108 lotter om cirka 225 m² vardera. 1955 började anläggningsarbetena under ledning av Edgar Oldén, stadsträdgårdsmästare i Solna 1943-57. Till en början fick ingen bebyggelse ske på lotterna, men redan 1956 uppfördes de första kolonistugorna som gav möjlighet till övernattning. Stugorna fick en enhetlig utformning med fasader i lockläktpanel och färgsättning i tre varianter: gult med gröna detaljer, rött med gröna detaljer och grönt med röda detaljer. Inom området finns även gemensamma ekonomibyggnader och en samlingslokal.

## Bilder

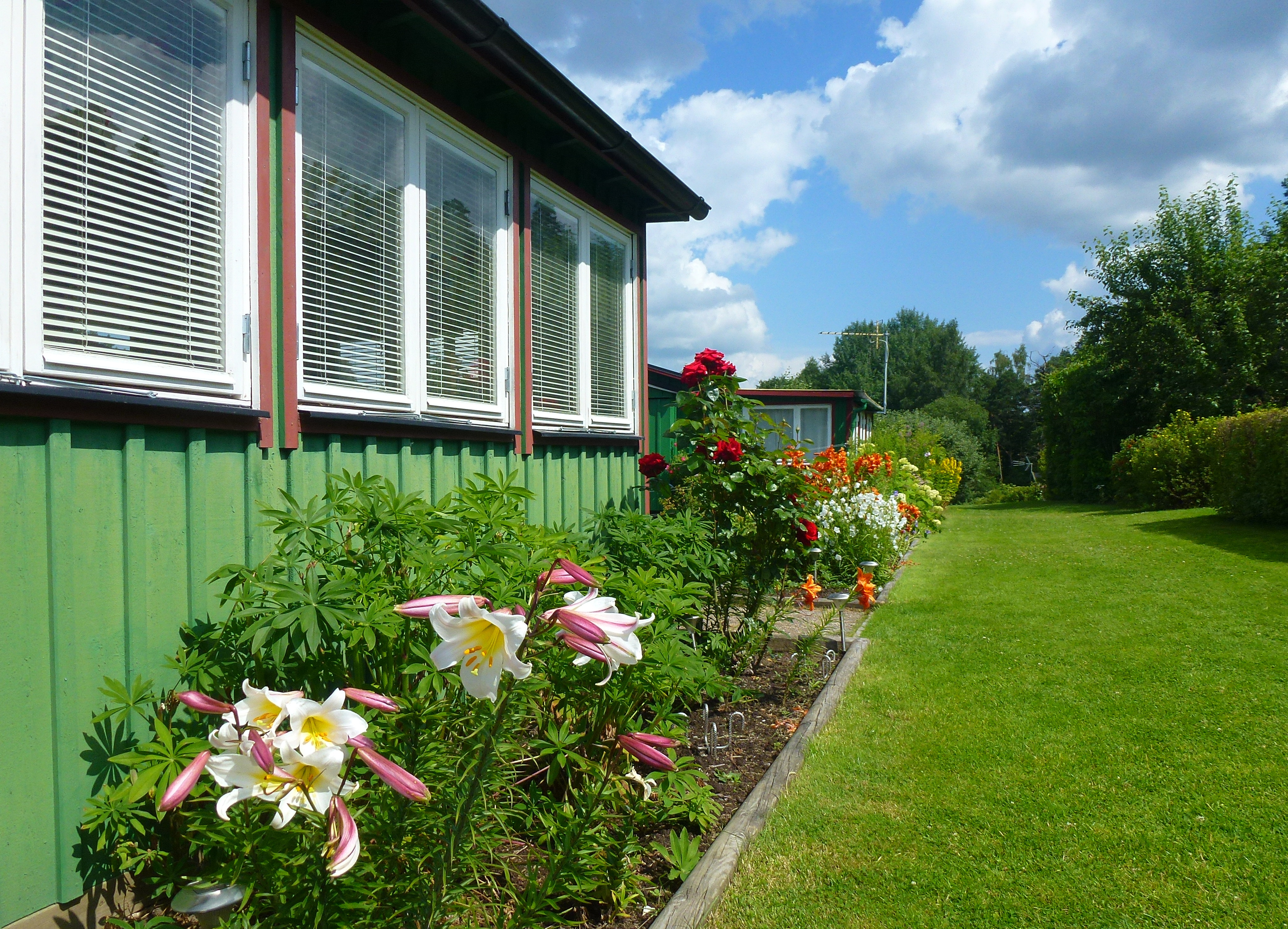
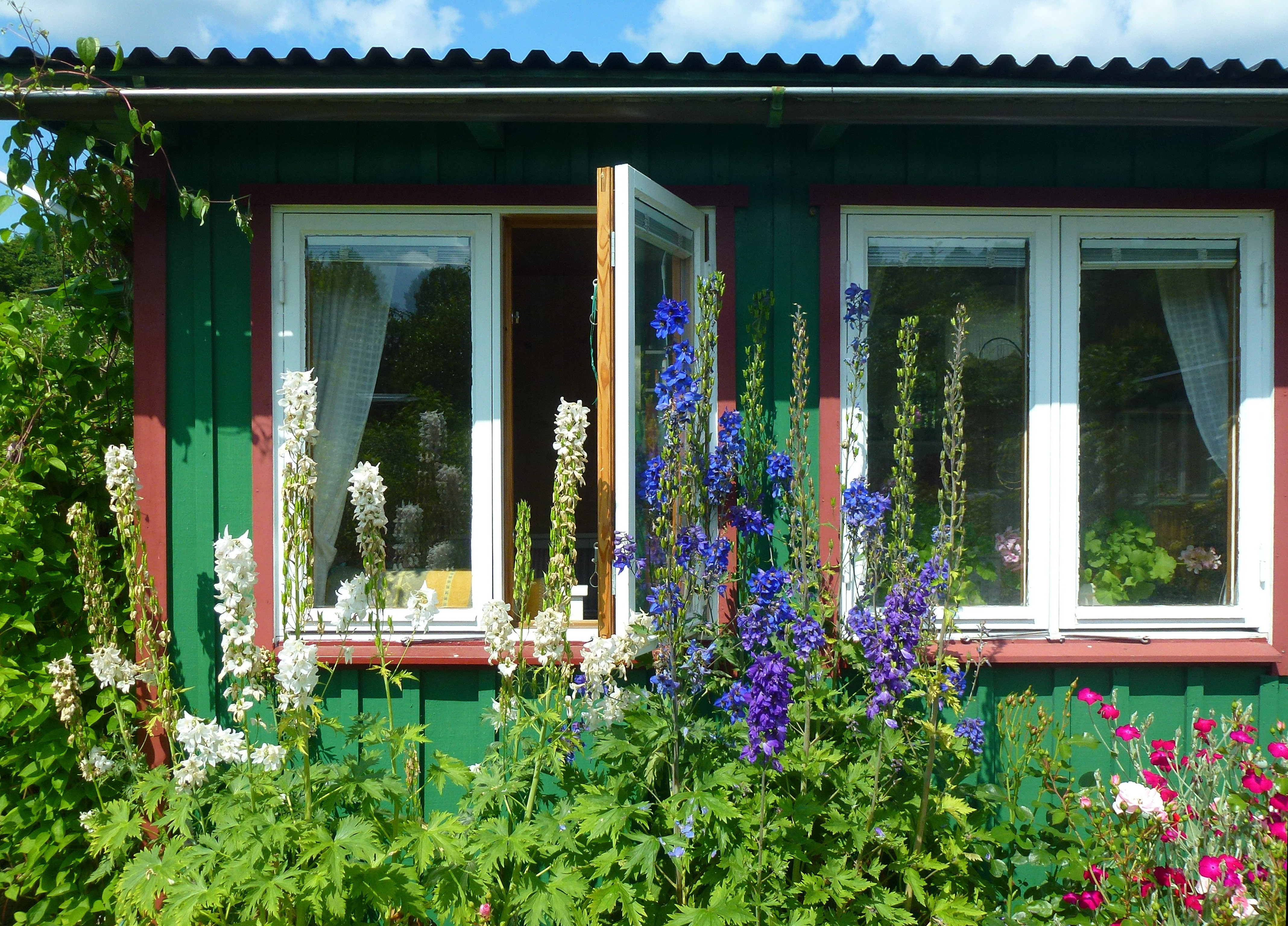
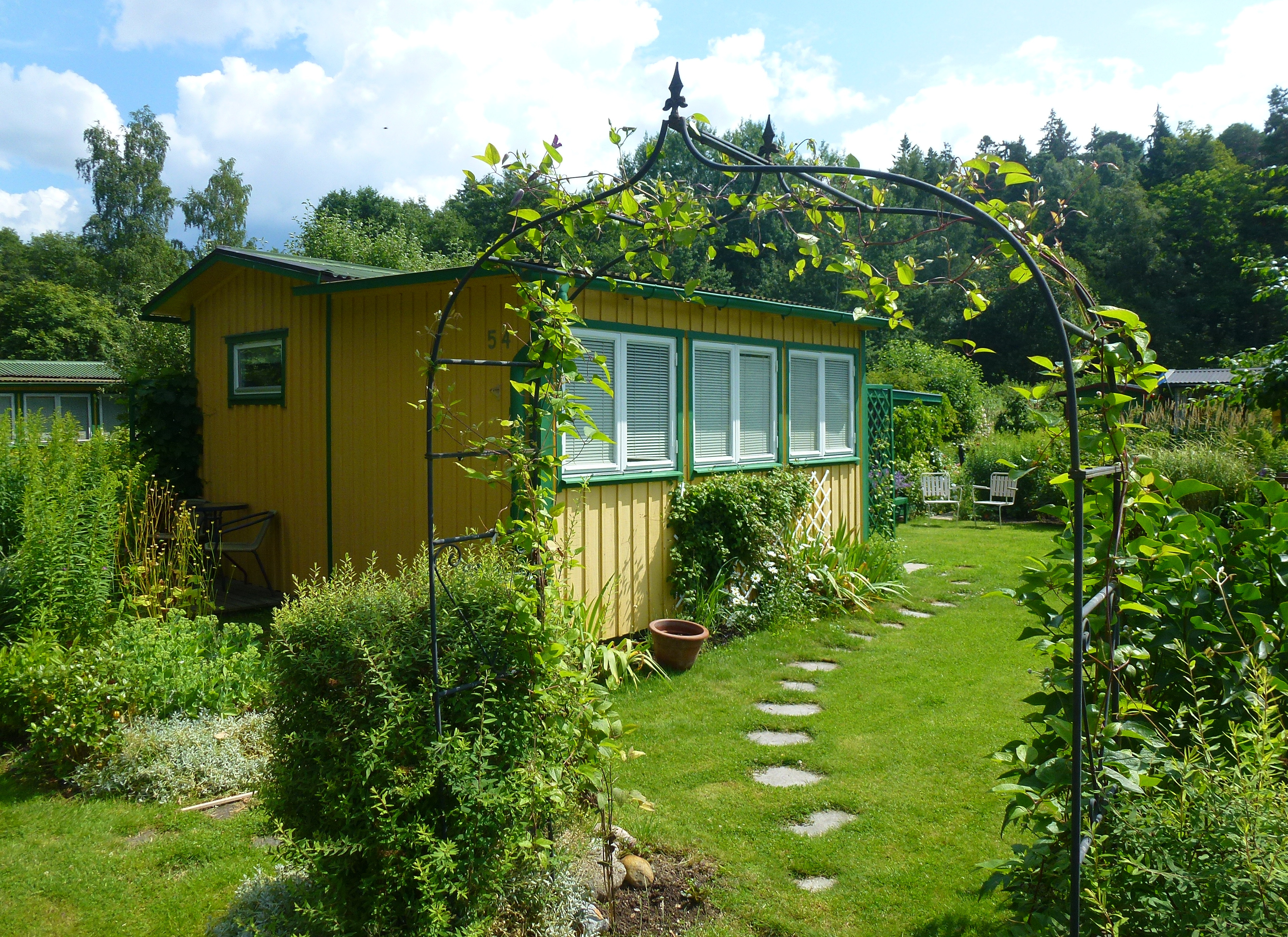
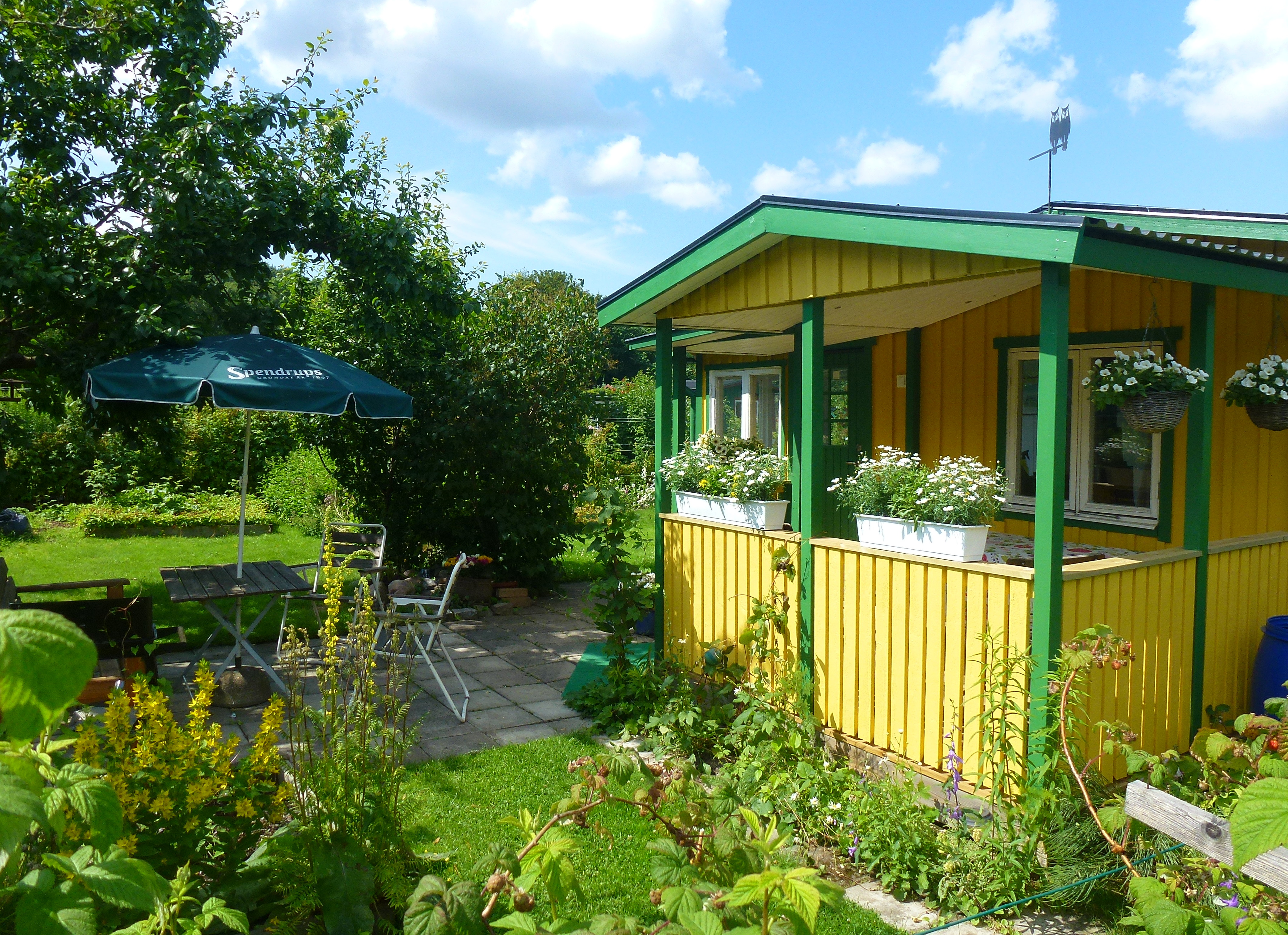